# Britannic (película)
Britannic es una película británica de 2000 adaptada para televisión, dirigida por Brian Trenchard-Smith y producida por la red de cable Fox Family (perteneciente a Fox Broadcasting Company).
Se trata de un relato de ficción sobre el hundimiento del HMHS Britannic frente a la isla griega de Kea, en noviembre de 1916, que explora la teoría de que un agente alemán saboteó el transatlántico, que sirvió como buque hospital para la Armada Británica. Está protagonizada por Edward Atterton y Amanda Ryan, y actúan en papeles secundarios Jacqueline Bisset, Ben Daniels, John Rhys-Davies y Bruce Payne.

## Argumento

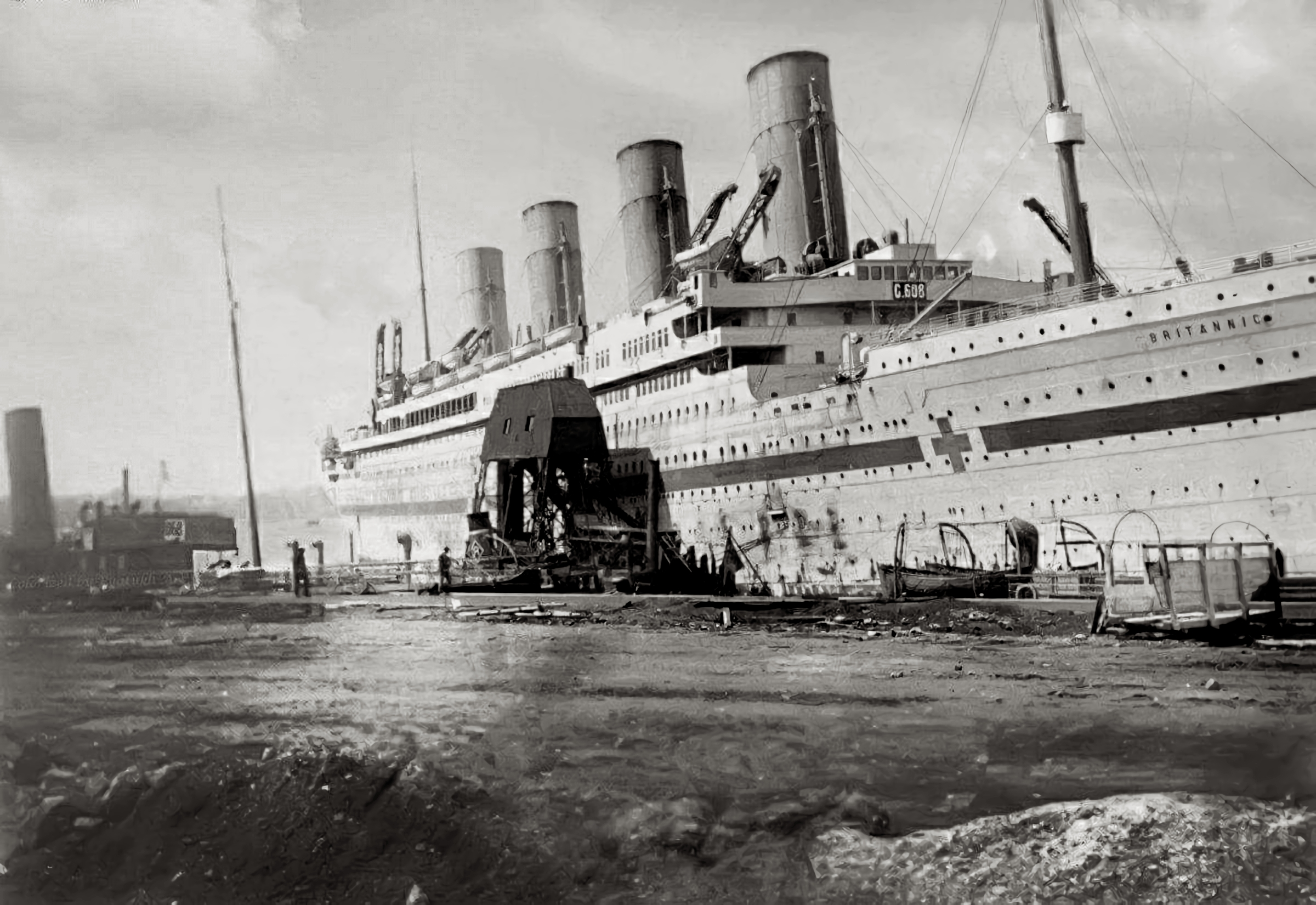
El auténtico Britannic, atracado en Nápoles (Italia) hacia 1916.

Durante la Primera Guerra Mundial, en 1916, el HMHS Britannic, tercer buque de la Clase Olympic, a la que pertenecía el Titanic, y cuya construcción se dio en los astilleros de Belfast, ha sido utilizado como barco hospital desde 1915, con actuaciones como el transporte de heridos de la batalla de Galípoli. Sin embargo, durante su atraco en Southampton, abordan los pasajeros de primera clase Lady Lewis (Jacqueline Bisset), sus hijos y su aparente institutriz, Vera Campbell (Amanda Ryan), quienes viajan en el barco para reunirse con el esposo de la primera, que es embajador en Grecia. Pero Campbell no resulta ser una institutriz cualquiera pues, aparte de ser una superviviente del hundimiento del Titanic (hecho en el que perdió la vida su marido), es una agente encubierto de la inteligencia británica que se embarca con la misión de identificar a un espía alemán.
Éste espía no es otro que el falso capellán del barco, Reynolds (Edward Atterton), quien descubre armas que cree están siendo transportadas en violación de las leyes de guerra. A partir de esto y desconociendo que el Capitán Bartlett (John Rhys-Davies) ha llevado las armas a bordo para enfrentarse a cualquier posible motín, inicia acciones tanto para tomar el barco o, finalmente, hundirlo, incluyendo la incitación a un motín de los fogoneros irlandeses, miembros de la Hermandad Republicana Irlandesa.
Cada uno de sus intentos es desbaratado por Vera y otros integrantes de la tripulación. Desprevenido de la verdadera identidad de la institutriz, Reynolds comienza una relación con esta mujer por la que se siente atraído. Una noche, Vera entra al camarote del espía y se besan apasionadamente hasta que finalmente tienen relaciones sexuales. Vera descubre que el farsante capellán resulta ser el impostor al darse cuenta de que a su chaleco le faltaba un botón que había perdido durante uno de los enfrentamientos contra otros integrantes de la tripulación. Intentando alertar al doctor Baker (Bruce Payne), es descubierta por Reynolds, quién revela su verdadera identidad y los motivos por los cuales se encuentra en el barco. Baker intenta dispararle pero Reynolds le dispara y lo mata en el acto. Vera intenta detenerlo pero fracasa. El falso capellán logra escabullirse a la parte inferior del barco y logra hacerlo estallar con una bomba casera, formando un agujero a proa en el lado de babor del buque. El Britannic, irremediablemente dañado, trata de dirigirse a la isla de Cea, a poco más de diez kilómetros, para encallar en sus costas y evitar el desastre, pero esta operación acelera la entrada de agua en el casco. 
Durante la maniobra de abandono, Vera descubre que uno de los hijos de Lady Lewis ha desaparecido. Reynolds la ayuda en su búsqueda y logran poner al niño en un bote salvavidas; sin embargo, Reynolds queda atrapado por una explosión en uno de los compartimientos que se está inundando, lo que fuerza a Vera a volver en su ayuda. Atravesando distintas partes de la nave - que sigue hundiéndose -, la pareja trata de encontrar el camino para abandonarla. Una vez en la superficie, logran alcanzar un bote todavía amarrado a los pescantes del barco al mismo tiempo que observan como otro es destrozado junto con sus ocupantes por una de las hélices del Britannic. Finalmente, Reynolds logra atar a Vera a una cuerda arrojada desde un tercer bote y la arroja al mar a pesar de que ella quiere permanecer junto a él. Seguidamente, y tras cortar las cuerdas que lo mantenían amarrado al barco, muere bajo la hélice. Tras esto, el gran buque rola sobre estribor y se hunde bajo la superficie del mar. Consolada por el segundo oficial que califica como heroico el comportamiento de Reynolds, Vera cita un poema en el momento en el que un buque de guerra llega para rescatar a los sobrevivientes.

## Reparto principal
- Amanda Ryan como Vera Campbell
- Edward Atterton como el capellán Reynolds/Mayor Ernst Tillbach
- Jacqueline Bisset como Lady Lewis
- Ben Daniels como Townsend
- John Rhys-Davies como el capitán Barrett
- Bruce Payne como el doctor Baker
- Alex Ferns como Stoker Evans
- Eleanor Oakley como Sarah Lewis
- Archie Davies como William Lewis
- Ed Stobart como Mayfield
- Adam Bareham como el operador de radio del Britannic
- David Lumsden como el operador de radio alemán
- Wolf Kahler como el capitán Kruger
- Philip Rham como Jurgens
- Daniel Coonan como Seamus
- Daniel Tatatrsky como Martin
- Martin Savage como Sweeney
- Francis Magee como Reilly
- Sean Baker como Colonel Marston
- Niven Boyd como el capitan Helm

## Producción
La producción comenzó a principios de 1999. El historiador Simon Mills supo por el director Trenchard-Smith que la película era ficticia y no pretendía ser históricamente exacta. Cuando notó que el capitán Charles Alfred Bartlett había sido ficcionado como el "Capitán Barrett", le informaron que el nombre se había cambiado por razones legales. Aunque solicitó ser identificado como "consultor técnico", en los créditos se le nombró "consultor histórico". El rodaje se llevó a cabo en los estudios Bray Film Studios, la estación de bombeo de Kempton Park, la iglesia de Clewer St. Stephen y Victoria House.
Trenchard-Smith afirma que la película fue la mejor de las tres películas de catástrofes que dirigió en esa época. Gracias a ella consiguió el trabajo como director de Megiddo: El Código Omega 2.

### Origen del filme
Algunos rumores dicen que el barco fue torpedeado por un submarino alemán, ya que los alemanes pensaban que transportaba municiones para el frente de guerra británico. Aunque el rumor nunca fue confirmado, la historia se ha mantenido. La película se basa en esta leyenda.
Actualmente, se sabe que el Britannic fue hundido por una única mina, colocada por un submarino alemán.

## Recepción

### Críticas
David Kronke, de Los Angeles Daily News, elogió el humor y la corta duración de la película en comparación con Titanic de 1997, pero consideró que la película "la fastidió en la última media hora", debido a una trama mal ejecutada y a un clímax demasiado similar al de Cameron. También criticó la actuación de Jacqueline Bisset.
Ray Richmond, en Variety, consideró que la película era un intento de aprovechar la popularidad de la película de 1997, pero sin un presupuesto ni una emoción equivalentes, y consideró que, aunque hizo "todo lo posible por emular [...] 'Titanic'", se acercaba mucho más a la sátira pura y dura. Criticó los efectos especiales y concluyó que «la autenticidad es la mayor víctima».
En su reseña de Britannic, Chris Cox, de myReviewer.com, la calificó de «una película espantosa que merece hundirse en el fondo del mar y unirse al naufragio del barco».

## Inexactitudes históricas
El argumento difiere de los hechos reales en varios puntos, la diferencia más notable es el hundimiento del barco por un espía alemán. 
Hay otras diferencias de orden menor, tanto históricas como del propio barco.

### Gran Escalera
En la película, la Gran Escalera es representada como una simple escalera convencional en forma de "espiral cuadriculada", cuando en realidad era bastante parecida a la presente a bordo de los otros barcos de la clase Olympic, aunque en lugar de estar decorada con paneles, la pared de acero estaría descubierta, pintada de color blanco, y los rellanos serían más espaciosos en comparación con sus buques hermanos. Además, en la película, en lugar de la cúpula de cristal con una araña de 50 luces, se muestra un techo normal de acero con una lámpara de entre 6 y 8 bombillas.

### Motín
Al contrario de lo mostrado en el filme, no hubo ningún motín o intento de toma del barco.

### Torpedo
Al contrario de lo mostrado en la película, no hubo ningún intento alemán de hundir el transatlántico, justamente por tratarse de un buque hospital, ya que estaría violando las leyes de guerra.

### Hélices
En la película los botes salvavidas son destruidos por la hélice de estribor del Britannic, pero en realidad los botes fueron destruidos por la de babor.

### Botes salvavidas
Los botes salvavidas son representados en el filme completamente blancos, pero en la realidad tenían la parte superior de color marrón, como en el Titanic. En la película se muestran dos botes destruidos por las hélices. Si bien esto es históricamente correcto, se observa que, el primero de los botes está ocupado por un número importante de ocupantes mientras que el segundo, sólo contiene a Reynolds. Los informes indican, en cambio, que las 30 personas fallecidas en el naufragio se encontraban distribuidas entre ambos botes en un número similar. Por otro lado, ambos son destruidos al principio del abandono del transatlántico y no al final de su hundimiento como se observa en el film. Además, ningún bote quedó flotando mientras estaba sujeto a los pescantes. 

### Sueño del naufragio del Titanic
En el sueño de Vera sobre el hundimiento del Titanic, el barco se hunde sin romperse en dos y, además, a una velocidad exageradamente alta, esto podría deberse a que solo se trata de un sueño. También los botes salvavidas son representados completamente blancos, pero en la realidad tenían la parte superior marrón, y los aros salvavidas no tenían ni el nombre del barco ni el puerto de registro, según la reglamentación de la época.

### Momento del naufragio
En la película se muestra la explosión que hundió al Britannic en la madrugada y el final del hundimiento en pleno amanecer, con un cielo anaranjado, pero en realidad el barco se hundió entre las 8 y las 9 de la mañana, con un cielo azul y despejado. Además el Britannic se hunde a una velocidad bastante exagerada, igual que el Titanic en el sueño de Vera, pero en realidad el barco se hundió en 57 minutos, mientras que en la película se hunde en 20 segundos. Aunque esto puede deberse a que la película trata de un relato de ficción sobre el naufragio

### Abandono del barco
Aunque es una inexactitud que podría descartarse por la trama, en el filme se muestra que las 2 últimas personas que abandonan el barco son Vera y Reynolds, siendo que en realidad el propio capitán Bartlett fue la última persona en abandonar la nave. Aunque de nuevo, podría descartarse por ser un modo de complementar la trama.